# Voskevaz
Voskevaz (en armenio: Ոսկեվազ) es una comunidad rural de Armenia ubicada en la provincia de Aragatsotn.
En 2009 tenía 4373 habitantes.
Junto a la localidad se halla la iglesia de San Juan Apóstol de Voskevaz, construida entre los siglos VII y XII.
Se ubica en la periferia occidental de la capital provincial Ashtarak, en el límite con la vecina provincia de Armavir.